# 妹力四射演唱會
妹力四射演唱會，是臺灣女歌手張惠妹的首次大型個人巡迴演唱會。1998年1月10、24日，張惠妹分別在台北市立體育場、高雄市立中山體育場舉辦生平首場個人大型售票巡迴演唱會——「妹力四射1998張惠妹第1次演唱會」，刷新台灣歌手出道以來最快舉行大型演唱會的紀錄(從首張專輯發行日到演唱舉辦日僅相隔1年又28天)，也創下台灣近10年來售票速度最快的演唱會。並成為當時華語樂壇同時在北、高兩地舉辦萬人演唱會的第一人，2場皆爆滿。3月21、22日在香港紅館舉辦2場售票演唱會，征服香港歌迷，當地媒體更是以「過江龍」大篇幅報導此妹力旋風；兩場演唱會皆在開賣後8小時內銷售一空，破當時香港最快售票紀錄。而在新加坡室內體育館的2場也創下多項紀錄，包括售票最快紀錄：首場於10小時內即售完，則第2場於8小時內售完；唯一在新加坡室內體育館內演唱會連續2場爆滿的女歌手，並且是在星期一、三非假日舉行。亦是最多新加坡藝人參加之演唱會，演唱會全場起立大聲合唱，改變了新加坡演唱會以往守禮含蓄的規序。此次巡演全程參與人數約10萬人。

## 巡演場次
| 場次 | 日期          | 國家／地區 | 城市           | 場館               |
| ---- | ------------- | ---------- | -------------- | ------------------ |
| 1    | 1998年1月10日 | 臺灣       | 台北市         | 台北市立體育場     |
| 2    | 1998年1月24日 | 臺灣       | 高雄市         | 高雄市立中山體育場 |
| 3    | 1998年3月21日 | 香港       | 香港特別行政區 | 紅磡體育館         |
| 4    | 1998年3月22日 | 香港       | 香港特別行政區 | 紅磡體育館         |
| 5    | 1998年5月25日 | 新加坡     | 新加坡         | 新加坡室內體育館   |
| 6    | 1998年5月27日 | 新加坡     | 新加坡         | 新加坡室內體育館   |

## 曲目列表
Act 1
1. 一想到你呀
2. You Make Me Free
3. The Power Of Love
4. 剪爱
5. 一个人跳舞 + 冲动

Act 2
1. Venus (阿妹妹）
2. Bad Boy
3. I Don't Want to Talk About It
4. 解脱

Act 3
1. 站在高岗上
2. 水藍色眼淚
3. Addicted To Love
4. Can't Take My Eyes Off You
5. 我無所謂
6. 哭不出来
7. 没有烟抽的日子

Act 4
1. 空中的梦想家
2. 听海

Act 5
1. Big Spender
2. Walking By Myself

Act 6
1. 原来你什么都不要

Act 7
1. What’s up
2. 不要告別

Act 8
1. 姐妹

## 嘉賓
| 日期          | 國家／地區 | 城市 | 嘉賓 | 表演歌曲                       |
| ------------- | ---------- | ---- | ---- | ------------------------------ |
| 1998年1月10日 | 臺灣       | 台北 | 蘇芮 | 《跟著感覺走》、《一樣的月光》 |